# 建築学科
建築学科（けんちくがっか）は、大学や高等専門学校の学科、および、職業訓練施設（高度職業訓練）の訓練科の一つ。建築学科では、建築学の知識、技術修得を目指す教育、研究が行われる。

## 学科の概要
日本の多くの大学において建築学科は、かつてほとんどが工学部や理工学部に設置されていたが、デザイン工学部、美術学部、芸術学部、造形学部、さらに家政学部や生活科学部、環境系学部などにて学科設置されており、所属学部が多岐にわたっている。
2011年に工学院大学と近畿大学で、それぞれ工学部と理工学部にある建築系学科を、建築学部として独立させたのを皮切りに、建築学部を設置する大学が増えている。他方で、従来の特に国立大学の工学部が工学科などの1学科コース制に移行し、従来の建築学科を建築コースに改組する大学も増えている。
日本以外の他の多くの国では、都市計画学部や美術学部、芸術学部、建築学部などに属することが多く、建築学校として独立する形をとることが多い。
過去に日本特有の地震の問題があり、他国と違い大学建築学科で建築系学者が工学者として構造力学の研究と構造エンジニア育成教育を行ったことで構造を重視する日本の建築界の考え方が起きたことのほかに、日本建築では住居などが木造建築という独特の文化があり、土木系学科や林学・森林科学などの学科からも実務経験を経て受験が可能な国家資格「建築士」が、一級建築士、二級建築士、木造建築士資格として国家免許で存在する世界的にも稀な制度があるが、日本の建築学科設置大学の多くでは、建築学科卒業と同時に、建築士受験資格を得ることができる。
また3年の実務経験を経て受験が可能な建築施工管理技士資格として、1級建築施工管理技士、2級建築施工管理技士資格が国家資格として存在する。

## “建築学”を扱う日本の大学・短期大学

### 国立
- 北海道大学 工学部 環境社会工学科 建築都市コース
- 室蘭工業大学 理工学部 創造工学科 建築土木工学コース建築学トラック（旧工学部 建築社会基盤系学科 建築学コース）
- 山形大学 工学部 建築・デザイン学科（旧地域教育文化学部　地域教育文化学科 生活環境科学コース）、システム創成工学科 建築・デザイン学分野
- 東北大学 工学部 建築・社会環境工学科 都市・建築デザインコース、都市・建築学コース
- 筑波大学
  - 理工学群 社会工学類 都市計画主専攻 建築・設計コース、工学システム学類 エネルギー・メカニクス主専攻（旧環境開発工学主専攻） 構造・建設コース
  - 芸術専門学群 芸術専門学類 デザイン主専攻 建築デザイン領域、環境デザイン領域
- 筑波技術大学 産業技術学部 産業情報学科 建築学コース（産業情報学科 システム工学専攻／建築工学領域←旧総合デザイン学科 建築デザイン専攻 環境デザイン領域）
- 茨城大学 教育学部 情報文化課程[注釈 3][注釈 4][注釈 5]
- 宇都宮大学 地域デザイン科学部 建築都市デザイン学科
- 千葉大学[注釈 6] 工学部 総合工学科 建築学コース、都市工学コース（旧都市環境システムコース・都市空間工学プログラム）
- 東京大学[注釈 6]工学部 建築学科、都市工学科
- 早稲田大学創造理工学部建築学科
- 東京芸術大学 美術学部 建築科
- 東京科学大学 環境・社会理工学院 建築学系
- お茶の水女子大学 共創工学部 人間環境工学科 環境領域（旧生活科学部 人間・環境科学科）及び人間環境工学学際プログラム
- 横浜国立大学 都市科学部 建築学科（旧理工学部 建築都市・環境系学科 建築教育プログラム）
- 山梨大学 教育学部 学校教育課程 生活社会教育コース 家政教育専修と共生社会コース 住居学研究室[注釈 3][注釈 4]
- 信州大学 工学部 建築学科
- 新潟大学 工学部 工学科 建築分野 建築学プログラム（旧建設学科 建築学コース）
- 静岡大学 農学部 生物資源科学科（住環境構造学研究室もある）
- 富山大学 芸術文化学部 芸術文化学科 建築領域（旧造形建築科学コース）
- 金沢大学 理工学域 地球社会基盤学類 建築学副専攻
- 福井大学 工学部 建築・都市環境工学科 建築学コース
- 名古屋大学 工学部 環境土木・建築学科 建築学コース
- 名古屋工業大学 工学部 社会工学科 建築・デザイン分野、創造工学教育課程 建築・デザイン
- 豊橋技術科学大学 工学部 建築・都市システム学課程建築コース←旧建設工学科
- 三重大学 工学部  総合工学科 建築学コース（旧建築学科）
- 京都大学 工学部 建築学科
- 京都工芸繊維大学 工芸科学部 デザイン科学域 デザイン・建築学課程（旧造形工学域 デザイン・建築学課程）
- 大阪大学 工学部 地球総合工学科 建築工学コース
- 神戸大学 工学部 建築学科
- 奈良女子大学
  - 生活環境学部 住環境学科（旧生活環境学科 住環境コース）
  - 工学部 工学科 環境デザイン分野 人間環境エリア（環境・建築・造形デザイン）
- 和歌山大学 システム工学部 システム工学科 環境システムコース
- 香川大学 創造工学部 創造工学科 建築・都市環境コース
- 島根大学 総合理工学部 総合理工学科 自然環境・住環境分野（旧建築デザイン学科←旧建築・生産設計工学科 材料工学コース←旧材料プロセス工学科）
- 広島大学 工学部 第四類（建設・環境系） 建築プログラム
- 山口大学 工学部 感性デザイン工学科 人間空間コース
- 九州大学
  - 工学部 建築学科
  - 芸術工学部 環境設計学科
- 九州工業大学 工学部 建設社会工学科 建築コース
- 佐賀大学 理工学部 理工学科 各工学コース、建築環境デザインコース（旧都市工学科 建築・都市デザインコース）
- 長崎大学 工学部 工学科 構造工学コース
- 熊本大学 工学部 土木建築学科 建築学教育プログラム（旧建築学科）
- 大分大学 理工学部 理工学科 建築学プログラム（旧創生工学科 建築学コース）
- 鹿児島大学 工学部 建築学科
- 琉球大学 工学部 工学科 建築学コース（旧環境建設工学科建築学コース）

### 公立
- 札幌市立大学 デザイン学部 デザイン学科 人間空間デザインコース
- 宮城大学 事業構想学群 価値創造デザイン学類 生活環境デザインコース（旧事業構想学部 デザイン情報学科 空間デザインコース）、地域創生学類
- 秋田県立大学 システム科学技術学部 建築環境システム学科
- 秋田公立美術大学 美術学部 美術学科 景観デザイン専攻（旧秋田公立美術工芸短期大学 産業デザイン学科、2026年03月31日募集停止予定)
- 岩手県立大学盛岡短期大学部 生活科学科 生活デザイン専攻
- 会津大学短期大学部 産業情報学科 デザイン情報コース
- 前橋工科大学 工学部 建築・都市・環境工学群 建築都市プログラム/工学デザインプログラム（旧建築学科（昼） 総合デザイン工学科（夜））
- 東京都立大学 都市環境学部 建築学科（旧首都大学東京 都市教養学部 都市環境学科 建築都市コース）
- 長岡造形大学 造形学部 建築・環境デザイン学科
- 金沢美術工芸大学 美術工芸学部 デザイン学科 環境デザインコース
- 静岡文化芸術大学 デザイン学部 デザイン学科 建築・環境領域（旧空間造形学科）
- 名古屋市立大学 芸術工学部 建築都市デザイン学科
- 岐阜市立女子短期大学 生活デザイン学科 建築・インテリア領域
- 三重短期大学 生活科学科 生活科学専攻 居住環境コース
- 滋賀県立大学
  - 環境科学部 環境建築デザイン学科
  - 人間文化学部 生活デザイン学科
- 京都府立大学 生命環境学部 環境デザイン学科 住環境・建築コースと生活デザイン・ランドスケープコース
- 大阪公立大学
  - 工学部 建築学科
  - 生活科学部 居住環境学科
- 兵庫県立大学 環境人間学部 環境人間学科 環境デザインコース 建築資格課程
- 岡山県立大学 デザイン学部 建築学科（旧デザイン工学科 建築・都市デザイン領域）
- 福山市立大学 都市経営学部 都市経営学科
- 公立鳥取環境大学 環境学部 環境学科[注釈 7]
- 高知工科大学 システム工学群 建築・都市デザイン専攻
- 北九州市立大学 国際環境工学部 建築デザイン学科（旧環境空間デザイン学科）
- 福岡女子大学 国際文理学部 環境科学科 環境生活（生活科学系）履修コース
- 熊本県立大学 環境共生学部 環境共生学科 居住環境学専攻（旧居住環境学科←旧環境共生学科 居住環境学コース）
- 鹿児島県立短期大学 生活科学科 生活科学専攻

### 私立
北海道・東北
- 東海大学（札幌キャンパス） 国際文化学部 地域創造学科 デザイン・建築コース（←デザイン文化学科　建築・インテリアコース）
- 星槎道都大学 美術学部 建築学科
- 北海学園大学
  - 工学部 建築学科
  - 短期大学部 生活創造学科 住居・インテリアデザインModel
- 北翔大学 教育文化学部 芸術学科 インテリア建築分野
- 北海道科学大学 工学部 建築学科（旧北海道工業大学 空間創造学部 建築学科）
- 八戸工業大学
  - 工学部 土木建築工学科 建築工学コース
  - 感性デザイン学部 感性デザイン学科 住環境デザインコース[注釈 4]
- 東北学院大学 工学部 環境建設工学科 建築学コース
- 東北工業大学
  - 建築学部 建築学科（旧工学部 建築学科）、デザイン工学科 スペースデザイン系
  - ライフデザイン学部 生活デザイン学科 住環境デザイン系（住まい系）
- 東北文化学園大学 工学部（旧科学技術学部） 建築環境学科
- 東北芸術工科大学 デザイン工学部 建築環境デザイン学科
- 宮城学院女子大学 生活科学部 生活文化デザイン学科（旧学芸学部 生活文化デザイン学科）
- 尚絅学院大学 人文社会学群 人文社会学類　共生環境領域
- 郡山女子大学 家政学部 人間生活学科 建築デザインコース
- 日本大学（郡山キャンパス） 工学部 建築工学科

関東
- 足利大学 工学部 創生工学科 建築・土木分野 建築学コース（旧建築・社会基盤学系 建築学コース／空間デザインコース←旧足利工業大学 工学部 建築・土木分野建築学コース）
- 桐生大学短期大学部 アート・デザイン学科 インテリア・空間デザイン
- 日本工業大学 建築学部 建築学科 建築コース 生活環境デザインコース
- 明海大学 不動産学部 不動産学科 デザインコース、ビジネスコース、ファイナンスコース
- ものつくり大学 技能工芸学部 建設学科 木造建築コース、都市・建築コース、仕上・インテリアコース、建築デザインコース
- 共栄学園短期大学 住居学科
- 千葉工業大学 創造工学部 建築学科（旧工学部 建築都市環境学科）、デザイン科学科
- 共立女子大学 建築・デザイン学部 建築・デザイン学科 建築コース（旧家政学部 建築・デザイン学科 建築コース）
- 共立女子短期大学 生活科学科 生活デザインコース インテリアデザイン系
- 国士舘大学 理工学部 理工学科 建築学系（旧工学部建築学科）
- 駒沢女子大学 空間デザイン学部 空間デザイン学科 建築デザインコース、インテリアデザインコース（旧人間総合学群 住空間デザイン学類←旧人文学部 空間造形学科）
- 工学院大学
  - 建築学部 まちづくり学科、建築学科、建築デザイン学科（旧工学部建築学科、旧建築都市デザイン学科）
- 芝浦工業大学
  - 建築学部 建築学科（旧工学部建築学科、建築工学科、デザイン工学部 デザイン工学科）
  - システム理工学部 環境システム学科
- 昭和女子大学
  - 環境デザイン学部 環境デザイン学科 建築インテリアデザインコース（旧生活科学部  環境デザイン学科 建築インテリアデザインコース←旧生活環境学科 建築学コース）
  - 人間社会学部 福祉環境学科 福祉建築コース(インテリア)
  - 短期大学部 文化創造学科 建築・造形デザイン・インテリア領域 (2010年03月31日募集停止)

- 東京造形大学 造形学部 デザイン学科 室内建築専攻領域
- 東京家政学院大学 生活共創学部 生活共創学科 住環境デザインコース（旧現代生活学部 生活デザイン学科、現代家政学科←旧家政学部 住居学科）
- 東京工芸大学 工学部 工学科 建築学系 建築コース（旧工学部 建築学科）
- 東京電機大学
  - 未来科学部 建築学科
  - 理工学部 理工学科 建築・都市環境学系
- 東京都市大学
  - 建築都市デザイン学部 建築学科（旧工学部 建築学科←旧 武蔵工業大学 工学部 建築学科）
  - 都市生活学部 都市生活学科（2009～）
- 東京理科大学
  - 工学部1部 建築学科
  - 工学部2部 建築学科、夜間主社会人コース
  - 創域理工学部 建築学科
- 東洋大学
  - 理工学部 建築学科
  - 福祉社会デザイン学部 人間環境デザイン学科（旧ライフデザイン学部 人間環境デザイン学科　環境デザインコース）
- 日本大学
  - 芸術学部 デザイン学科 建築デザインコース
  - 理工学部 建築学科、海洋建築工学科
  - 生産工学部 建築工学科、創生デザイン学科
  - 生物資源科学部 生物環境工学科（建築系、2023年03月31日募集停止等)
  - 短期大学部 建築・生活デザイン学科
- 日本女子大学 建築デザイン学部 建築デザイン学科（旧家政学部 住居学科 居住環境デザイン専攻/建築デザイン専攻（旧建築環境デザインコース）
- 実践女子大学 環境デザイン学部 環境デザイン学科（旧生活科学部 生活環境学科 住環境デザイン分野←旧生活環境学部　建築デザインコース）
- 大妻女子大学 社会情報学部 社会情報学科 環境情報学専攻
- 文化女子大学 造形学部 住環境学科 建築デザインコース
- 文化学園大学 造形学部 建築・インテリア学科
- 法政大学 デザイン工学部 建築学科
- 武蔵野大学 工学部 建築デザイン学科（旧環境学部 環境学科 都市環境専攻）
- 武蔵野美術大学 造形学部 建築学科、工芸工業デザイン学科 インテリアデザインコース
- 明治大学 理工学部 建築学科
- 明星大学 建築学部 建築学科（旧理工学部 総合理工学科 建築学系）
- 早稲田大学 創造理工学部 建築学科
- 慶應義塾大学
  - 総合政策学部・環境情報学部 総合政策学科・環境情報学科 建築・都市デザイン領域
  - 理工学部 システムデザイン工学科
- 多摩美術大学
  - 美術学部 建築・環境デザイン学科（旧環境デザイン学科 建築デザインコース）
  - 造形表現学部 デザイン学科 スペースデザイン分野
- 東海大学
  - 建築都市学部 建築学科（旧工学部 建築学科）
  - 情報デザイン工学部 建築デザイン学科（2013年廃止）

- 女子美術大学 芸術学部 デザイン・工芸学科 環境デザイン専攻
- 神奈川大学 建築学部 建築学科（旧工学部 建築学科）
- 関東学院大学
  - 建築・環境学部 建築・環境学科
  - 人間共生学部 共生デザイン学科
- 相模女子大学
  - 学芸学部 生活デザイン学科
  - 短期大学部 生活デザイン学科（2013年03月31日募集停止等)

中部
- 新潟工科大学 工学部 工学科 建築・都市環境学系建築コース
- 金沢工業大学 建築学部 建築学科、建築デザイン学科
- 福井工業大学
  - 工学部 建築土木工学科 建築コース
  - 環境学部 デザイン学科 都市デザインコース
- 岐阜女子大学 家政学部 生活科学科 住居学専攻
- 静岡理工科大学 理工学部 建築学科
- 常葉大学 造形学部 造形学科 環境デザイン領域
- 愛知江南短期大学 生活科学科 建築・インテリアコース（閉校）
- 愛知工業大学 工学部 建築学科
- 愛知産業大学
  - 造形学部 建築学科
  - 通信教育部 建築学科
- 愛知淑徳大学
  - 創造表現学部 創造表現学科 建築・インテリアデザイン専攻 ← 旧メディアプロデュース学部 メディアプロデュース学科 ← 旧現代社会学部 現代社会学科　都市環境デザインコース）
  - 建築学部 建築学科（2025年4月開設）建築・まちづくり専攻/住居・インテリアデザイン専攻
- 椙山女学園大学 生活科学部 生活環境デザイン学科
- 大同大学 建築学部 建築学科
- 中部大学 工学部 建築学科
- 名古屋造形大学 造形学部 造形学科 地域建築領域（旧地域社会圏領域）、空間作法領域（←造形学科 建築・インテリアデザインコース←デザイン学科 建築・空間デザインコース）
- 名古屋芸術大学 芸術学部 芸術学科 デザイン領域　スペースデザインコース
- 名古屋学芸大学 メディア造形学部 デザイン学科 スペース・プロダクトデザイン分野
- 名古屋女子大学 家政学部 生活環境学科
- 名古屋文化短期大学 生活文化学科 ビジネス専攻 インテリアデザインコース
- 名城大学 理工学部 建築学科
- 金城学院大学 生活環境学部 環境デザイン学科 空間デザインコース（旧住居・インテリアコース エコロジカルデザインコース）
- 日本福祉大学 工学部 工学科 建築学専修（旧健康科学部 福祉工学科 建築バリアフリー専修）

近畿
- びわこ学院大学短期大学部 ライフデザイン学科 建築設計・建築士養成コース, インテリアデザインコース
- 京都精華大学 デザイン学部 建築学科
- 京都美術工芸大学 建築学部 建築学科
- 京都芸術大学
  - 芸術学部 環境デザイン学科 建築・インテリア・環境デザインコース
  - 通信教育部 デザイン科 建築デザインコース
- 京都女子大学 家政学部 生活造形学科
- 京都橘大学 工学部  建築デザイン学科（旧現代ビジネス学部 都市環境デザイン学科 建築・インテリアコース）
- 立命館大学 理工学部 建築都市デザイン学科
- 大阪芸術大学 芸術学部 建築学科（通信教育部含）
- 大阪工業大学
  - 工学部 建築学科
  - ロボティクス&デザイン工学部 空間デザイン学科
- 大阪産業大学 建築・環境デザイン学部 建築・環境デザイン学科（旧デザイン工学部 建築・環境デザイン学科）
- 大阪樟蔭女子大学 学芸学部 インテリアデザイン学科
- 大阪電気通信大学 建築・デザイン学部 建築・デザイン学科
- 関西学院大学 建築学部 建築学科（旧総合政策学部 都市政策フィールド〈都市政策学科・総合政策学科・国際政策学科・メディア情報学科〉建築士プログラム）
- 関西大学 環境都市工学部 建築学科
- 羽衣国際大学 人間生活学部 人間生活学科 住空間デザインコース
- 摂南大学 理工学部  建築学科（旧住環境デザイン学科）
- 梅花女子大学 現代人間学部 生活環境学科
- 四天王寺大学短期大学部 生活ナビゲーション学科 ライフデザイン専攻
- 大和大学 理工学部 理工学科 建築学専攻
- 追手門学院大学 文学部 人文学科 美学・建築文化専攻
- 近畿大学
  - 建築学部 建築学科（通信教育課程も令和7年4月開設予定）
  - 文芸学部 文化デザイン学科 デザイン系[注釈 4]
  - 生物理工学部 人間環境デザイン工学科
- 神戸芸術工科大学 芸術工学部 建築・環境デザイン学科 建築・リノベーションコース、商空間・インテリアコース（旧芸術工学部 環境デザイン学科←デザイン学部 環境・建築学科）
- 神戸女学院大学 生命環境学部 生命環境学科 環境科学領域（旧人間科学部 環境・バイオサイエンス学科 環境・生態領域）
- 神戸女子短期大学 総合生活学科 住居デザイン分野
- 宝塚大学 造形芸術学部 制作力創造学科（2019年廃止）
- 大手前大学 建築&芸術学部 建築&芸術学科 建築コース 建築専攻、インテリアデザイン専攻（旧メディア・芸術学部 建築・インテリア専攻 一級建築士コース）
- 大手前短期大学 ライフデザイン総合学科 建築・インテリアコース
- 兵庫大学短期大学部 デザイン美術学科
- 武庫川女子大学
  - 建築学部 建築学科（旧生活環境学部 建築学科）景観建築学科、生活環境学科
  - 短期大学部 生活造形学科インテリアコース
- 帝塚山大学 現代生活学部 居住空間デザイン学科
- 畿央大学 健康科学部 人間環境デザイン学科

中国・四国・九州
- 岡山理科大学 工学部 建築学科
- 川崎医療福祉大学 医療福祉マネジメント学部 医療福祉デザイン学科
- 美作大学 生活科学部 福祉環境デザイン学科 福祉建築コース
- 鳥取短期大学 生活学科 住居・デザイン専攻
- 安田女子大学
  - 家政学部 生活デザイン学科
  - 理工学部 建築学科（令和7年4月開設予定）建築コース、空間デザインコース
- 広島工業大学
  - 工学部 建築工学科
  - 環境学部 建築デザイン学科
- 広島女学院大学 人間生活学部 生活デザイン学科 建築士課程（旧生活科学部　生活デザイン・情報学科）
- 福山大学 工学部 建築学科
- 東亜大学 芸術学部 アート・デザイン学科 建築・インテリアコース、トータルビューティ学科 リビングプランニングコース
- 徳島文理大学
  - 人間生活学部 建築デザイン学科（旧住居学科）、人間生活学科
  - 短期大学部 生活科学科 生活科学専攻
- 松山東雲短期大学 生活科学科 生活デザイン専攻
- 近畿大学
  - (広島キャンパス) 工学部 建築学科
  - (福岡キャンパス) 産業理工学部 建築・デザイン学科
- 九州共立大学 工学部 建築学科
- 九州産業大学
  - 建築都市工学部 建築学科／住居・インテリア学科（旧工学部　建築学科、住居・インテリア設計学科
  - 芸術学部 生活環境デザイン学科 空間演出デザイン専攻
- 九州女子大学 家政学部 生活デザイン学科（旧 人間生活学科）
- 久留米工業大学 工学部 建築・設備工学科
- 西日本工業大学 デザイン学部 建築学科
- 福岡大学 工学部 建築学科
- 福岡女子大学 国際文理学部 環境科学科、食健康学科、国際教養学科
- 長崎総合科学大学 工学部 工学科 建築学コース
- 活水女子大学 健康生活学部 生活デザイン学科
- 東海大学（熊本キャンパス） 産業工学部 建築学科（2013年募集停止）
- 崇城大学 工学部 建築学科
- 日本文理大学 工学部 建築学科 建築設計コース、建築工学コース、住居・インテリアデザインコース
- 第一工業大学 工学部 建築デザイン学科

## “建築学”の学科を持つ日本の高等専門学校
工業高等専門学校の建築の課程を卒業と同時に、二級建築士受験資格、木造建築士受験資格を得ることができる。
- 釧路工業高等専門学校 創造工学科建築デザインコース建築学分野[注釈 3]
- 仙台高等専門学校 建築デザイン学科[注釈 3]
- 八戸工業高等専門学校 産業システム工学科 環境都市・建築デザインコース 建築デザイン履修コース
- 小山工業高等専門学校 建築学科 本科＋専攻科（建築学科＋複合工学専攻・建築学コース）
- 石川工業高等専門学校 建築学科 本科＋専攻科（建築学科＋環境建設工学専攻）
- 豊田工業高等専門学校 建築学科 本科＋専攻科（建築学科+建設工学専攻（建築学））
- 岐阜工業高等専門学校 建築学科　本科＋専攻科 （建築学科＋先端融合開発専攻）
- 舞鶴工業高等専門学校 建設システム工学科 建築コース
- 近畿大学工業高等専門学校 総合システム工学科 都市環境コース（建築）本科＋専攻科 総合システム工学科（都市環境コース（建築））＋生産システム工学専攻
- 明石工業高等専門学校 建築学科 本科＋専攻科（建築学科＋建築・都市システム工学専攻）
- 呉工業高等専門学校 建築学科 本科＋専攻科 (建築学科＋プロジェクトデザイン工学専攻（建築系）)
- 米子工業高等専門学校 建築学科 本科＋専攻科（建築学科＋建築学専攻）
- 徳山工業高等専門学校 土木建築工学科（建築系）本科＋専攻科（土木建築工学科（建築系）＋環境建設工学専攻）
- 有明工業高等専門学校 創造工学科 建築コース 本科＋専攻科（創造工学科建築コース＋専攻科建築学専攻）
- 熊本高等専門学校 建築社会デザイン工学科 本科＋専攻科（建築社会デザイン工学科＋生産システム工学専攻）
- 都城工業高等専門学校 建築学科 本科＋専攻科（建築学科＋建築学専攻）

## “建築学”の学科を持つ日本の専門学校
（専修学校専門課程）
- 日本工学院北海道専門学校 工業専門課程 建築学科
- 青山建築デザイン・医療事務専門学校 工業分野専門課程 建築学科
- 札幌科学技術専門学校 工業専門課程 建築技術学科
- 中央工学校 工業専門課程 建築学科
- 読売理工医療福祉専門学校 工業専門課程 建築学科
- 日本工学院八王子専門学校 工科技術専門課程 建築学科
- 日本工学院専門学校 工業専門課程 建築学科
- 東京工学院専門学校 工業専門課程 建築学科 建築設計コース
- 東京工学院専門学校 工業専門課程 建築学科 福祉住環境デザインコース
- 新潟工科専門学校 工業専門課程 建築士学科
- 大阪工業技術専門学校 工業専門課程 I部建築学科
- 大阪工業技術専門学校 工業専門課程 II部建築学科
- 大阪工業技術専門学校 工業専門課程 II部フレックス建築学科
- 修成建設専門学校 工業専門課程 第1本科（昼）建築学科
- 修成建設専門学校 工業専門課程 第2本科（夜）建築学科
- 中央工学校OSAKA 工業専門課程 建築学科
- 中央工学校OSAKA 工業専門課程 建築学科（夜間）
- 大阪建設専門学校 工業専門課程 建築学科II
- 大阪建設専門学校 工業専門課程 建築学科（夜間）
- 専門学校京都建築大学校 工業専門課程 建築学科
- 岡山理科大学専門学校 工業専門課程 建築学科 昼間部
- 岡山理科大学専門学校 工業専門課程 建築学科 夜間部
- 穴吹デザイン専門学校 工業専門課程 建築学科
- 広島工業大学専門学校 工業専門課程 建築学科
- 麻生建築＆デザイン専門学校 工業専門課程 建築学科
- 麻生建築＆デザイン専門学校 工業専門課程 建築学科 夜間
- 専修学校パシフィックテクノカレッジ学院 工業専門課程 建築学科
- サイ・テク・カレッジ美浜 工業専門課程 環境建築学科

- 北海道芸術デザイン専門学校 職業実践専門課程 建築デザイン学科
- 東北文化学園専門学校 工業専門課程 建築デザイン学（ほかに建築土木科）
- 仙台工科専門学校 工業専門課程 建築デザイン学科
- 青山建築デザイン・医療事務専門学校 工業分野専門課程 建築設計デザイン科 デザインコース
- 青山建築デザイン・医療事務専門学校 工業分野専門課程 建築設計デザイン科
- 筑波研究学園専門学校 工業専門課程 建築環境学科 建築設計デザインコース
- 青山製図専門学校 製図専門課程（工業） 建築設計デザイン科 建築デザインコース
- 町田デザイン&建築専門学校 建築専門課程 建築デザイン科
- 東京デザイナー学院 建築専門課程 建築デザイン科 建築デザイン専攻
- 浅野工学専門学校 工業専門課程 建築デザイン科
- 新潟工科専門学校 工業専門課程 建築デザイン科
- 名古屋デジタル工科専門学校 工業専門課程 建築デザイン学科
- 日本理工情報専門学校 工業専門課程 建築デザイン科（昼間）
- 日本理工情報専門学校 工業専門課程 建築デザイン科（夜間）
- 鹿児島工学院専門学校 工業専門課程 建築デザイン学科
- サイ・テク・カレッジ那覇 工業専門課程 建築デザイン科

## 文部科学省所管外の大学校
学士の取得が可能な省庁大学校を対象とする。以下の大学校では、卒業と同時に二級建築士受験資格、木造建築士受験資格を得ることができる。

### 独立行政法人高齢・障害・求職者雇用支援機構立
- 職業能力開発総合大学校 長期課程 建築システム工学科（平成25年4月1日神奈川県から東京都へ移転）, 総合課程 (特定専門課程・特定応用課程) 居住システム系建築科〈特定専門課程〉居住・建築システム技術系建築施工システム技術科〈特定応用課程〉建築専攻 [注釈 3]

## “建築系”の訓練科を持つ日本の職業訓練施設（高度職業訓練）
専門課程の建築科、住居環境科、建築環境システム科の卒業者は、卒業した年に二級建築士を受験でき、専門課程を卒業して応用課程に進学した場合は、応用課程在学中に二級建築士を受験できる。

### 専門課程
（独立行政法人高齢・障害・求職者雇用支援機構立）
- 北海道職業能力開発大学校 建築科[注釈 3]
- 岩手県立産業技術短期大学校 本校 建築科
- 関東職業能力開発大学校 建築科
- 九州職業能力開発大学校 建築科

（県立）
- 山形県立産業技術短期大学校 建築環境システム科
- 岩手県立産業技術短期大学校 建築科
- 岐阜県立国際たくみアカデミー職業能力開発短期大学校 建築科

（職業訓練法人立）
- 山形工科短期大学校 居住システム系 住居環境科[注釈 3]
- 職業能力開発短期大学校東京建築カレッジ 居住システム系建築科
- 熊本職業訓練短期大学校 居住システム系建築科

### 応用課程
（独立行政法人高齢・障害・求職者雇用支援機構立）

## 造園施工管理技士
建築学科や、建築科、建築工学科、環境計画学科、住居科、建築第二学科、住居デザイン科、建築設備工学科（関東学院大学ほか）、建築システム科、造形工学科（京都工芸繊維大学）といった名称の学科出身者は、所定の実務年数を経て造園施工管理技士の受験資格を得ることができる（番号は13）。
以下の大学の学科に関しても、同様であるが、※は履修確認が必要になる。
- 建築デザイン学科 - 東海大学情報デザイン工学部 （旧第二工学部）
- 建築・環境デザイン学科 - 東海大学工学部、大阪産業大学で平成21年度以降の入学者は※
- 環境・建築デザイン学科 - 神戸芸術工科大学(旧環境デザイン学科)
- 環境設計学科 - 旧九州芸術工科大学
- 環境デザイン学科 - 長岡造形大学造形学部、広島工業大学工学部。多摩美術大学美術学部は※
- 環境デザイン学科および建築・環境デザイン学科（平成18年度以降入学者）東北芸術工科大学デザイン工学部
- 環境デザイン学科およびデザイン科建築デザインコース※ - 京都造形芸術大学通信教育部・芸術学部
- 建築都市デザイン学科 ※ - 立命館大学理工学部
- 建築デザイン学科 - 日本文理大学工学部、第一工業大学工学部
- 建築デザイン学科 (平成20年度以降の入学者、旧環境空間デザイン学科) - 北九州市立大学
- 建築・デザイン学科(建築コースおよび建築工学コース) - 近畿大学
- 建築建設工学科建築学コース - 福井大学工学部
- 建築都市デザイン学科 - 金沢工業大学
- 都市環境学科建築学専攻。都市環境学科建築環境学専攻は※ - 愛知工業大学
- 建築環境システム学科 - 秋田県立大学
- 建築都市環境学科※ - 千葉工業大学工学部
- 都市環境学科建築都市コース ※ - 首都大学東京
- 第1部建築都市デザイン学科 - 工学院大学旧工学部
- まちづくり学科、建築デザイン学科 - 工学院大学建築学部
- 環境文化学科 ※ - 神戸山手大学
- 旧デザイン工学科建築系建築コース - 千葉大学工学部
- 産業デザイン学科建築デザインコース - 愛知産業大学通信教育部
- 地域環境学科（平成18年度以降入学者）※ - 広島工業大学工学部
- 旧環境計画工学科、旧住環境デザイン学科、人間環境デザイン学科 - 東北文化学園大学
- 環境デザイン工学科建築・住環境デザインコース※ - 東和大学工学部
- 建設工学課程 - 豊橋技術科学大学工学部
- 社会環境工学科建築学コース  - 名古屋大学工学部
- 環境社会工学科建築都市コース、旧建築都市学科 - 北海道大学工学部
- 造形学科※ - 名古屋造形大学造形学部
- 人間環境学科住環境学専攻※、旧住環境学科※ - 奈良女子大学
- 人間環境デザイン学科建築まちづくりコース ※ - 畿央大学
- 建築創造学科※、住環境デザイン学科※ - 広島国際大学
- 住居学科 - 徳島文理大学
- 生活美学科建築学コース、住居学コース - 昭和女子大学旧家政学部
- 生活環境学科建築学コース、建築・インテリアデザインコース、環境デザイン学科 - 昭和女子大学生活科学部
- 生活環境学科※ - 武庫川女子大学
- 住環境学科 - 京都工芸繊維大学
- 居住環境学科 - 熊本県立大学
- 総合デザイン工学科（建築系）※ - 前橋工科大学工学部
- 感性デザイン工学科人間空間コース（平成14年度に入学した者。 平成11～13年度に入学した者は※）- 山口大学工学部
- 現代社会学科 ※ - 愛知淑徳大学
- 福祉環境工学科福祉建築コース、福祉環境工学科建築コース - 大分大学工学部
- 地球総合工学科建築工学科目(平成10年度以降に入学した者) - 大阪大学
- 環境システム工学科(環境プランニングコース・環境デザインコース) - 熊本大学工学部
- 旧建築デザイン工学科 ※ 理工学科建築学系 ※(平成19年度及び平成20年度に入学した者) - 国士舘大学工学部
- くらしデザイン学科※ - 旧北海道東海大学工学部
- システムデザイン工学科  ※ 慶應義塾大学理工学部
- 建設技能工芸学科 ※ ものつくり大学技能工芸学部
- 海洋建築工学科 - 日本大学理工学部